# Братята тигри
„Братята тигри“ (на английски: Two Brothers) е приключенски филм от 2004 г. на режисьора Жан-Жак Ано, с участието на Гай Пиърс и Фреди Хаймор.

## Актьорски състав
| Актьор             | Роля              |
| ------------------ | ----------------- |
| Гай Пиърс          | Ейдън Макрори     |
| Фреди Хаймор       | Раул Нормандин    |
| Жан-Клод Драйфус   | Юджийн Нормандин  |
| Филипин Лерой-Болю | Матилда Нормандин |

## В България
В България филмът е издаден на VHS и DVD от Прооптики на 2 март 2005 г. На 17 октомври 2010 г. е излъчен по Диема 2 с български дублаж.